# ایر بوسان

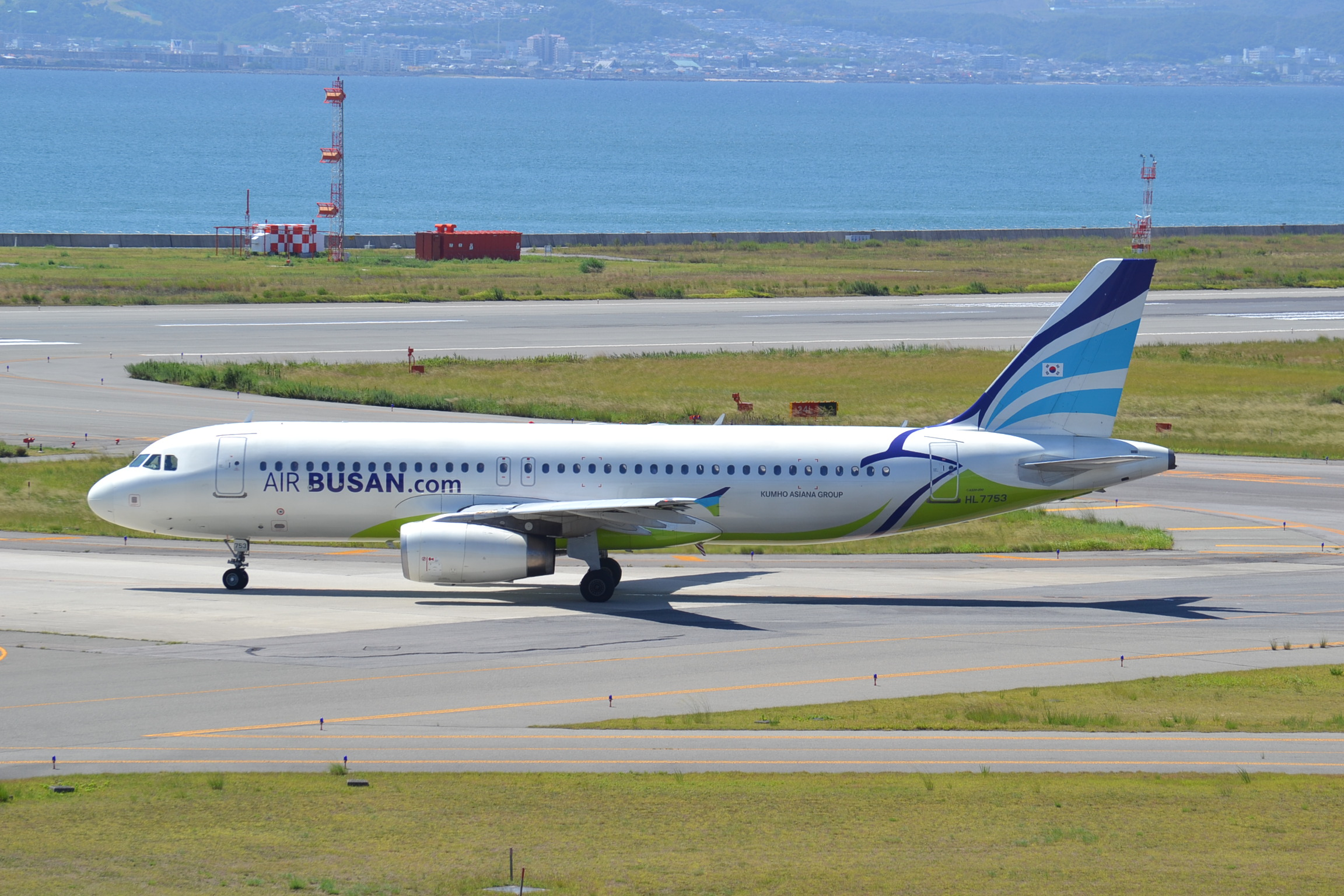
تصویر بوسان

ایر بوسان (به انگلیسی: Air Busan) یک شرکت هواپیمایی با کد یاتا BX است که در سال ۲۰۰۷ میلادی تأسیس شده‌است.